# Werner Krogmann
Werner Herman Otto Krogmann (5 de febrero de 1901-19 de noviembre de 1954) fue un deportista alemán que compitió en vela en la clase O-Jolle. Participó en dos Juegos Olímpicos de Verano en los años 1936 y 1952, obteniendo una medalla de plata en Berlín 1936 en la clase O-Jolle.

## Palmarés internacional
| Juegos Olímpicos | Juegos Olímpicos  | Juegos Olímpicos | Juegos Olímpicos |
| Año              | Lugar             | Medalla          | Clase            |
| ---------------- | ----------------- | ---------------- | ---------------- |
| 1936             | Berlín (Alemania) | Medalla de plata | O-Jolle          |